# NGC 2540
NGC 2540 é uma galáxia espiral barrada (SBc) localizada na direcção da constelação de Cancer. Possui uma declinação de +26° 21' 41" e uma ascensão recta de 8 horas, 12 minutos e 46,5 segundos.
A galáxia NGC 2540 foi descoberta em 10 de Fevereiro de 1885 por Édouard Jean-Marie Stephan.